# Николсон, Адам, 5-й барон Карнок
Адам Николсон, 5-й барон Карнок (англ. Adam Nicolson, 5th Baron Carnock; род. 12 сентября 1957) — английский дворянин и писатель, писавший об истории, ландшафте, литературе и о море.
Он известен своими книгами «Морская комната» (о Шиантских островах, группе необитаемых островов на Гебридских островах); Божьи секретари: создание Библии короля Иакова; «Могучие мертвецы» (название в США: «Почему Гомер имеет значение») исследуют эпические греческие поэмы; Крик морской птицы о катастрофе, поразившей морских птиц мира; Создание поэзии о романтической революции в Англии в 1790-х годах; и «Жизнь между приливами» — рассказ о приливах и отливах в человеческой и животной жизни.

## Биография
Родился 12 сентября 1957 года. Единственный сын писателя Найджела Николсона (1917—2004) и его жены Филиппы Теннисон д’Эйнкорт (1928—1987). Внук писателей Виты Сэквилл-Уэст (1892—1962) и сэра Гарольда Николсона (1886—1968), а также правнук сэра Юстаса Теннисона д’Эйнкорта (1868—1951) и Артура Николсона, 1-го барона Карнока. Он получил образование в Итон-Хаусе, Саммерфилд , Итонском колледже, где он был королевским ученым, и колледже Магдалины в Кембридже. Он работал журналистом и обозревателем в The Sunday Times, the Sunday Telegraph, the Daily Telegraph, National Geographic Magazine и Granta, где он является редактором. Он является членом Королевского литературного общества, Общества антикваров и Общества антикваров Шотландии.
Он снял несколько телесериалов (с Keo Films) и радио-сериалов (с Тимом Ди, писателем и продюсером радио) на различные темы, включая Библию короля Якова, грамотность 17-го века, Крит, Гомера, идею Аркадии, нерассказанную историю британских китобоев 20-го века и будущее атлантических птиц.
В период с 2005 по 2009 год в партнерстве с Национальным фондом Адам Николсон руководил проектом, который превратил 260 акров (110 га), окружающих дом и сад в Сисингхерсте, в продуктивную смешанную ферму, выращивая мясо, фрукты, злаки и овощи для ресторана National Trust. А в период с 2012 по 2017 год вместе с RSPB, ЕС и SNHНиколсон и его сын Том были партнерами в проекте по искоренению инвазивных хищников с островов Шиант, Внешние Гебриды, Шотландия. В марте 2018 года острова были объявлены свободными от крыс.
В декабре 2008 года после смерти своего двоюродного брата Дэвида Николсона, 4-го барона Карнока (1920—2008), Адам Николсон унаследовал титул 5-го барона Карнока.

## Личная жизнь
Адам Николсон познакомился со своей первой женой, писательницей Оливией Мэри Рокеби Фейн (род. 9 мая 1960), когда был студентом Кембриджского университета. Они поженились 11 сентября 1982 года в Лине, графство Суррей. У супругов было трое сыновей:
- Томас Николсон (род. 1984), старший сын и наследник отца
- Уильям Николсон (род. 1986)
- Бен Николсон (род. 1988)

Пара жила в открытом браке в период их отношений. У обоих партнеров были романы, и именно во время поездки на лыжах в Швейцарию у Николсона был роман с женщиной, которая должна была стать его второй женой, писателем и садовником Сарой Рейвен (род. 1963). Еще через 18 месяцев Николсон и Фейн развелись. В 1992 году он женился на Рейвен, от которой у него две дочери:
- Рози Рейвен Николсон (род. 1993)
- Молли Рейвен Николсон (род. 1996).

Семья барона Карнока живет на ферме Перч-Хиллв Сассексе.

## Награды и признание
- 1986 Somerset Maugham Award Frontiers
- 1987 PBFA Topography Prize Wetland (with Patrick Sutherland)
- 1997 British Press Awards Feature Writer of the Year (shortlist)
- 1998 British Book Awards Illustrated Book of the Year (shortlist) Restoration
- 2002 Duff Cooper Prize (shortlist) Sea Room
- 2004 Royal Society of Literature Heinemann Award Power and Glory
- 2005 Fellow of the Royal Society of Literature
- 2006 Royal United Services Institute Duke of Westminster's Medal for Military Literature (shortlist) Men of Honour
- 2009 Royal Society of Literature Ondaatje Prize Sissinghurst: An Unfinished History
- 2009 Samuel Johnson Prize (longlist) Sissinghurst: an Unfinished History
- 2010 Fellow of the Society of Antiquaries
- 2014 Samuel Johnson Prize (longlist) The Mighty Dead: Why Homer Matters
- 2014 Scottish BAFTA (winner, Factual Series) Britain’s Whale Hunters
- 2015 London Hellenic Prize (shortlist) The Mighty Dead: Why Homer Matters
- 2017 Richard Jefferies Society Award for Nature Writing (winner) The Seabird’s Cry
- 2018 Gomes Lecturer, Emmanuel College, Cambridge
- 2018 Wainwright Prize (winner) The Seabird’s Cry
- 2019 Costa Biography Award (shortlist) The Making of Poetry
- 2021 Sunday Times Audible Short Story Award (longlist) The Fearful Summer
- 2022 Richard Jefferies Society Award for Nature Writing (shortlist) the sea is not made of water

## Книги
- The National Trust Book of Long Walks (Weidenfeld 1981)
- Long Walks in France (Weidenfeld 1983)
- Frontiers (Weidenfeld 1985)
- Wetland (Michael Joseph 1987)
- Two Roads to Dodge City (Weidenfeld 1988) with Nigel Nicolson
- Prospects of England (Weidenfeld 1990)
- On Foot: Guided Walks in England, France, and the United States (Weidenfeld/Harmony 1990)
- Restoration: Rebuilding of Windsor Castle (Michael Joseph 1997)
- Regeneration: The Story of the Dome (HarperCollins 1999)
- Perch Hill: A New Life (Constable 2000)
- Mrs Kipling: The Hated Wife (Short Books 2001)
- Sea Room (HarperCollins 2001/US edition Farrar, Straus and Giroux 2002)
- Power and Glory: The Making of the King James Bible (US title: God’s Secretaries) (HarperCollins 2003) (2011 reissued in UK as When God Spoke English)
- Seamanship (HarperCollins 2004)
- Men of Honour: Trafalgar and the Making of the English Hero (US title: Seize the Fire: Heroism, Duty, and the Battle of Trafalgar) (HarperCollins 2005)
- Earls of Paradise (US title: Quarrel with the King) (HarperCollins 2008)
- Sissinghurst: An Unfinished History (HarperCollins 2008/US revised edition Viking 2010)
- Arcadia: The Dream of Perfection in Renaissance England (a revised paperback edition of Earls of Paradise) (HarperCollins 2009)
- The Smell of Summer Grass (an updated edition of Perch Hill) (HarperCollins 2011)
- The Gentry: Stories of the English (HarperCollins 2011)
- The Mighty Dead: Why Homer Matters (US title Henry Holt: Why Homer Matters) (HarperCollins 2014)
- The Seabird’s Cry: The Life and Loves of Puffins, Gannets and Other Ocean Voyagers (HarperCollins 2017) (US Henry Holt: The Lives and Loves of the Planet’s Great Ocean Voyagers (2018))
- The Making of Poetry: Coleridge, the Wordsworths and their Year of Marvels (HarperCollins 2019/US edition Farrar, Straus and Giroux 2020)
- The sea is not made of water: life between the tides (HarperCollins 2021/US edition Farrar, Straus and Giroux Life between the Tides 2022)

## Телевидение
- Atlantic Britain Channel 4, 2004
- Sissinghurst BBC 4, 2009
- When God Spoke English: The Making of the King James Bible BBC 4, 2011
- The Century That Wrote Itself BBC 4, 2013
- Britain’s Whale Hunters BBC 4, 2014
- The Last Seabird Summer? BBC 4, 2016

## Радио
- Homer’s Landscapes 3 x 45 mins, BBC Radio 3, 2008
- A Cretan Spring 5 x 15 mins, with Sarah Raven, BBC Radio 3, 2009
- Dark Arcadias 2 x 45 mins, BBC Radio 3, 2011